# Crocidura aleksandrisi
Crocidura aleksandrisi, musaraña de Alejandría, de Cirenaica o libia, es una especie de mamífero soricomorfo de la familia Soricidae, endémica de Libia.
Taxonómicamente se incluye en el grupo de la musaraña de campo y su aspecto es muy parecido.
Es de color pardo rojizo por el dorso y más claro por el vientre, con los pies blancuzcos con manchas marrones. Mide de 5 a 10 cm y su cola mide de 35 a 45 mm.
No es una especie rara y sus poblaciones parecen estables, apareciendo siempre individuos en muestreos tanto vivos como esqueletos en egagrópilas de búhos. Desde 2004, con revisión en 2008, su estatus en la Lista Roja de la UICN es de «preocupación menor» y, aunque ocupa un área de distribución relativamente pequeña, no hay constancia de nuevas o mayores amenazas en su hábitat, aunque se debe tener en cuenta que esta revisión tuvo lugar antes de la guerra de Libia de 2011. 
Se distribuye únicamente por una franja costera y septentrional de Cirenaica, al este de Libia, entre el nivel del mar y los 300 metros de altitud. Su hábitat son las zonas con vegetación mediterránea, tanto natural como degradada, aparece también en la zona litoral y en zonas rocosas más desnudas. Es una especie terrestre y de hábitos nocturnos.